# XOM (Klassenbibliothek)
XOM ist eine Programmbibliothek in der Programmiersprache Java und wurde von Elliotte Rusty Harold
entwickelt. Mit XOM können XML-Dokumente innerhalb eines Java-Programms dynamisch gelesen und erzeugt werden.
Ähnlich wie beim standardisierten Document Object Model (Abk. DOM) erfolgt der Zugriff auf die XML-Knoten über eine API. Nur ist die API einfacher und direkter als beim DOM. Beispielsweise verwendet XOM Java-Klassen für die XML-Knoten anstatt Java-Interfaces. Dies erlaubt das direkte Erzeugen von XML-Elementen ohne Factory-Klassen. Die Klassenbibliothek JDOM diente als Vorbild für das Design.

## Weitere Java-DOM-Implementierungen
- dom4j ist eine vielseitige Programmierschnittstelle, die ein erweitertes und umfangreiches Set von Verarbeitungsfunktionen zur Verfügung stellt.
- JDOM ist eine Klassenbibliothek mit ähnlichen Eigenschaften